# ماريا إيليسا كامرغو
ماريا إيليسا كامرغو (بالاسبانية: María Elisa Camargo) مواليد (21 ديسمبر، 1985 غواياكيل، الإكوادور) هي ممثلة إكوادورية. لعبت دور شخصية «ماريا الغريا بيمينتو» بالمسلسل الكولومبي «علامة الرغبة», كما ظهرت بمسلسل «صيف الحب» بدور «إيزابيلا روكا», أول ظهور تيليفزيوني لها كان ببرنامج «ذا إكس فاكتور» كولومبيا.

## حياتها الشخصية
ولدت ماريا إيليسا لوالدين كولومبيين في مدينة غواياكيل الاكوادورية عام 1985. بعمر تسعة عشرة سنة انتقلت ماريا إلى بوغوتا، كولومبيا حيث بدأت دراستها بعلم الاقتصاد في جامعة الانديز. بعدها تركت الجامعة لتسعى وراء مهنة التمثيل. 
في عام 2005 ادت تجربة الاداء لبرنامج إكس فاكتور، كولومبيا وادت أغاني لمغنيين مثل لارا فابيان، دافيد بيسبال و شاكيرا. اقصيت في الاسبوع الثالث من الرنامج بعد مواجتها لزميلها اندريس مونسالفي.

## سيرتها المهنية
| السنة | العنوان                | الدور         |
| ----- | ---------------------- | ------------- |
| 2014  | تحليق على ارتفاع منخفض | ناتالي جونسون |

| السنة     | العنوان          | الدور          | ملاحظات   |
| --------- | ---------------- | -------------- | --------- |
| 2006      | فلوريسينتا       | ناتاليا "ناتا" |           |
| 2007      | علامة الرغبة     | "ماريا الغريا  | دور مساعد |
| 2009      | صيف الحب         | إيزابيلا روكا  | دور اساسي |
| 2009-2010 | حتي يفرقنا المال | مونيكا ليديزما | دور مساعد |
| 2010      | مليئة بالحب      | كرستل رويز     | دور اساسي |
| 2011      | الزهرة البرية    | كاتالينا       | دور مساعد |
| 2012      | لان الحب يحكم    | باتي           | دور اساسي |
| 2014      | في جسد آخر       | عدة ادوار      | دور اساسي |
| 2015      | تحت سماء واحدة   | آديلا موراليس  | دور اساسي |

## الاسطوانات
| السنة | الأغنية        | ملاحظات                               |
| ----- | -------------- | ------------------------------------- |
| 2007  | "اخبرني"       |                                       |
| 2007  | "سيأتي حب آخر" |                                       |
| 2007  | "لاس مارياس"   | أغنية مسلسل تيليفزيوني "علامة الرغبة" |
| 2007  | "هناك حب"      |                                       |
| 2007  | "لأجلك"        |                                       |

## روابط خارجية
- ماريا إيليسا كامرغو على موقع IMDb (الإنجليزية)
- ماريا إيليسا كامرغو على موقع قاعدة بيانات الفيلم (الإنجليزية)